# Decameron '69
Pour les articles homonymes, voir Décaméron (homonymie).
Pour plus de détails, voir Fiche technique et Distribution.
Decameron '69 est un film érotique français à sketches sorti en 1969. Les sketches sont réalisés par Bernard Clarens, Jean Desvilles, Louis Grospierre, Jean Vautrin, Miklós Jancsó, Serge Korber et François Reichenbach.

## Synopsis
Claudia
David
Gyorgy
Robert
Adrian

## Fiche technique
Sauf indication contraire, les informations mentionnées dans cette section peuvent être confirmées par la base de données cinématographiques IMDb,  présente dans la section « Liens externes ».
- Titre original : Decameron '69[1]
- Réalisation et scénario : Bernard Clarens, Jean Desvilles (sous le nom de « Jean Desiulles »), Louis Grospierre, Jean Vautrin (sous le nom de « Jean Herman »), Miklós Jancsó (sous le nom de « Mikos Jancso »), Serge Korber	(sous le nom de « Serge Karber »), François Reichenbach
- Montage : Anton Holden
- Production : Bernard Monath
- Sociétés de production : Televista
- Pays de production :  France
- Format : Noir et blanc
- Durée : 74 minutes - 1,37: - Son mono - 35 mm
- Genre : Drame érotique
- Dates de sortie :
  - France : 1969

## Distribution
- Rita Bennett : Roxanne
- Richard B. Shull (en) : l'amant de Roxanne
- Jackie Richards : Adrienne
- John Fiscalini
- Howard Scott
- Pamela Walbert
- Robert Lewis
- Dick Brown
- Grace Moran
- Thomas Heaton